# Billysi
Billysi, nekoč poznana kot Billy's Private Parking, je slovenska rock skupina, ustanovljena leta 2001. Skrajšano ime Billysi uporabljajo od septembra 2007. Skupina izvaja melodični rock, znana je po svojih dinamičnih rock koncertih v živo.

## Zasedba
- Urška Majdič - vokal
- Matjaž Marin - kitara
- Martin Rozman - bas kitara
- Sergej Pobegajlo - ritem kitara
- Rok Gulič - bobni

## Nekdanji člani
- Matic Ajdič - kitara 2006 do oktobra 2012
- Stefano Vrabec - bobni 2000 – 2001
- Eki Lutman - bobni 2001 – 2005
- Jure Rozman - bobni 2005 – 2006, 2009
- Marko Soršak - bobni 2006 - 2007
- Mic Melanšek - bobni 2007 – 2008
- Roman Ratej - bobni 2008 - 2009
- Jure Doles - bobni 2009 – 2012

## Diskografija
Albumi
- Modra pravljica (september 2002)
- Insomnia (maj 2005) Hipersound Records
- Magia (december 2007), Dallas Records
- Bite Me (2010)

## Video
- »Brez besed« (2002)
- »Modra pravljica« (2003)
- »Neon« (2004)
- »Ime« (2005)
- »Skrivnosti« (2006)
- »Preberi me« (2008)
- »Kaos« (2009)